# Android Jelly Bean
Android "Jelly Bean" és el nom en clau agafat pels tres majors punts de llançament del sistema operatiu mòbil Android desenvolupat per Google, que abasta versions entre 4.1 i 4.3.1, que ja no són compatibles.
El primer d'aquests tres, 4.1, es va donar a conèixer a la conferencia per a desenvolupadors de Google I/O al juny de 2012, centrant-se en millores de rendiment dissenyades per donar al sistema operatiu un sentiment més suau i sensible, millores en el sistema de notificacions que permeten notificacions "expandibles" amb botons d'acció i altres canvis interns. Es van fer dos llançaments més sota el nom de Jelly Bean a l'octubre de 2012 i juliol de 2013 respectivament, incloent-hi 4.2, que incloïa optimitzacions addicionals, suport multiusuari per a tauletes, ginys a la pantalla de bloqueig, configuracions ràpides i estalvi de pantalla, i 4.3, noves millores i actualitzacions de la plataforma Android subjacent.
A data de 23 de juliol de 2018, les estadístiques emeses per Google indiquen que el 3,6% de tots els dispositius Android que accedeixen a la Google Play executen Jelly Bean.

## Desenvolupament

Versions d'Android fins al 2014

Android 4.1 Jelly Bean es va presentar per primera vegada a la conferencia per a desenvolupadors Google I/O el 27 de juny de 2012, amb un enfocament "encantador" millores en la interfície d'usuari de la plataforma, juntament amb millores d'experiència al cercador de Google a la plataforma (com ara la integració de Gràfic de coneixement, i el nou assistent digital Google Now), la presentació del productor Asus de la tauleta Nexus 7, i la presentació de la reproductor multimèdia Nexus Q.
Per a Jelly Bean, es va treballar en l'optimització del rendiment visual i de la capacitat de resposta del sistema operatiu a través d'una sèrie de canvis a què es refereix a "Project Butter": la sortida gràfica és ara triple de memòria intermèdia, vsync s'utilitza en totes les operacions de dibuix, i la CPU es porta a la màxima potència quan es detecta l'entrada tàctil, evitant el retard associat amb les entrades realitzades mentre el processador es troba en un estat de baixa potència. Aquests canvis permeten que el sistema operatiu s'executi a un total de 60 fotogrames per segon sobre el maquinari capaç.
Després de 4.1, es van fer dues versions més d'Android sota el nom de codi Jelly Bean; ambdues versions es van centrar principalment en millores de rendiment i canvis a la pròpia plataforma d'Android, i van contenir relativament pocs canvis orientats cap a l'usuari. A part d'Android 4.1, Google també va començar a desacoblar-se les APIs pels seus serveis a Android en un nou component del sistema conegut com a Google Play Services, amb servei a través Google Play. Això permet l'addició de determinades formes de funcionalitat sense haver de distribuir una actualització al propi sistema operatiu, abordant els infames problemes de "fragmentació" experimentats per l'ecosistema d'Android.

## Llançament

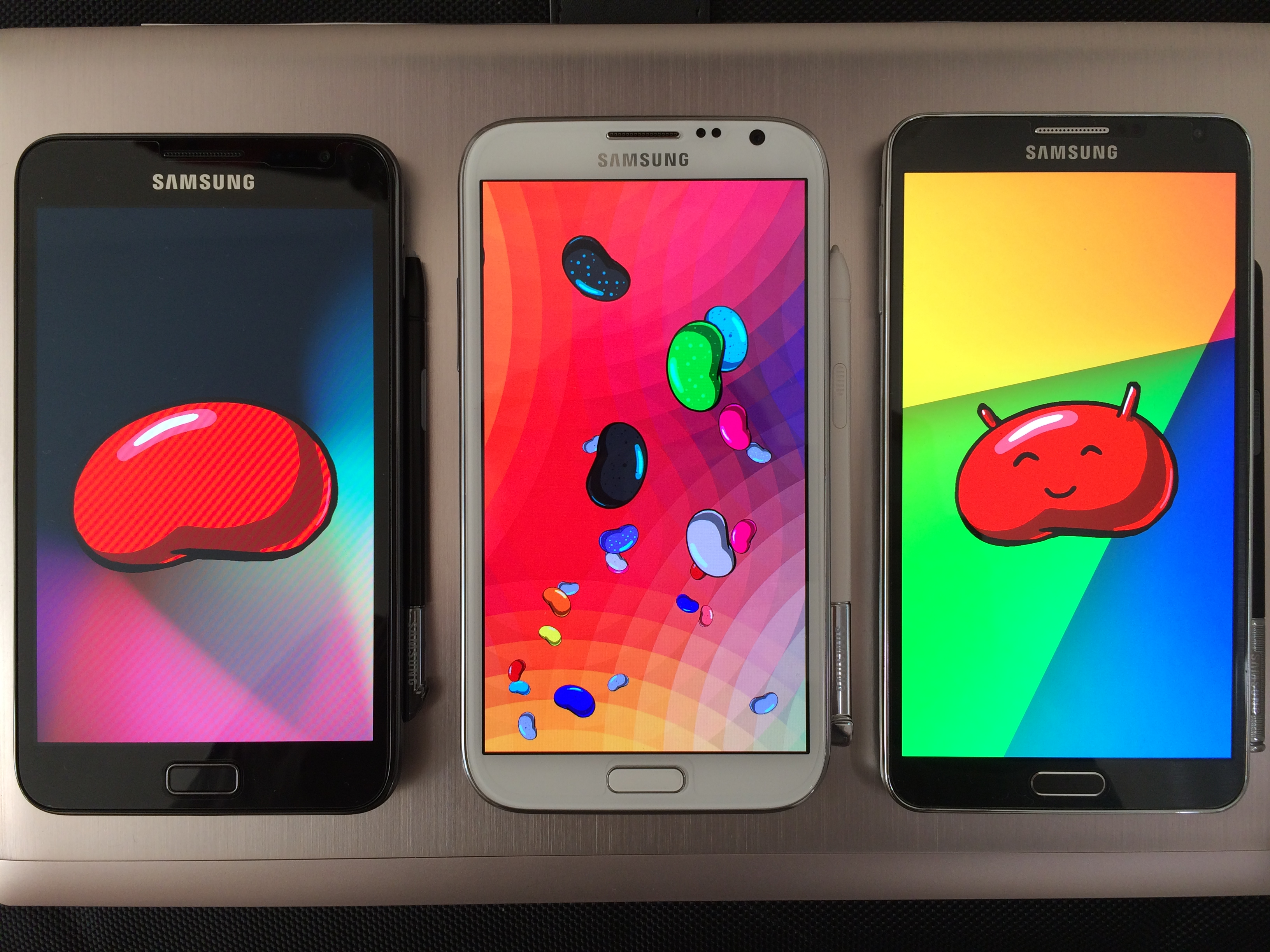
Dispositius de la sèrie Samsung Galaxy Note executant Jelly Bean.

Els assistents a la conferència de Google I/O van rebre un Nexus 7 amb Android 4.1 pre-carregat i el telèfon intel·ligent Galaxy Nexus que es podria actualitzar a 4.1. Google va anunciar la intenció d'alliberar les actualitzacions de 4.1 per als dispositius existents de Nexus i la tauleta Motorola Xoom a mitjans de juliol. L'actualització Android 4.1 va ser llançada al públic en general per als models GSM Galaxy Nexus el 10 de juliol de 2012. A finals de 2012, després de la publicació oficial de Jelly Bean, una sèrie d'Android de tercers OEMs van començar a preparar i distribuir actualitzacions a 4.1 per als seus telèfons intel·ligents i les seves tauletes, inclosos els dispositius de Acer, HTC, LG, Motorola, Samsung, Sony, i Toshiba. L'agost de 2012, les compilacions nocturnes del microprogramari del mercat postvenda CyanogenMod basat en 4.1 (anomenat CyanogenMod 10) va començar a ser llançat per a dispositius seleccionats, inclosos els dispositius Nexus, el Samsung Galaxy S, Galaxy S II, i Galaxy Tab 2 7.0, Motorola Xoom, i Asus Transformer.
El 29 d'octubre de 2012, Google va donar a conèixer Android 4.2, anomenada "una degustació més dolça de Jelly Bean", al costat dels seus dispositius de llançament, el Nexus 4 i Nexus 10. Les actualitzacions de microprogramari per al Nexus 7 i el Galaxy Nexus es van publicar al novembre de 2012. Android 4.3 va ser llançat posteriorment el 24 de juliol de 2013 a través de les actualitzacions de microprogramari del Galaxy Nexus 2012, Nexus 7, Nexus 4 i Nexus 10.

## Característiques

### Experiència d'usuari

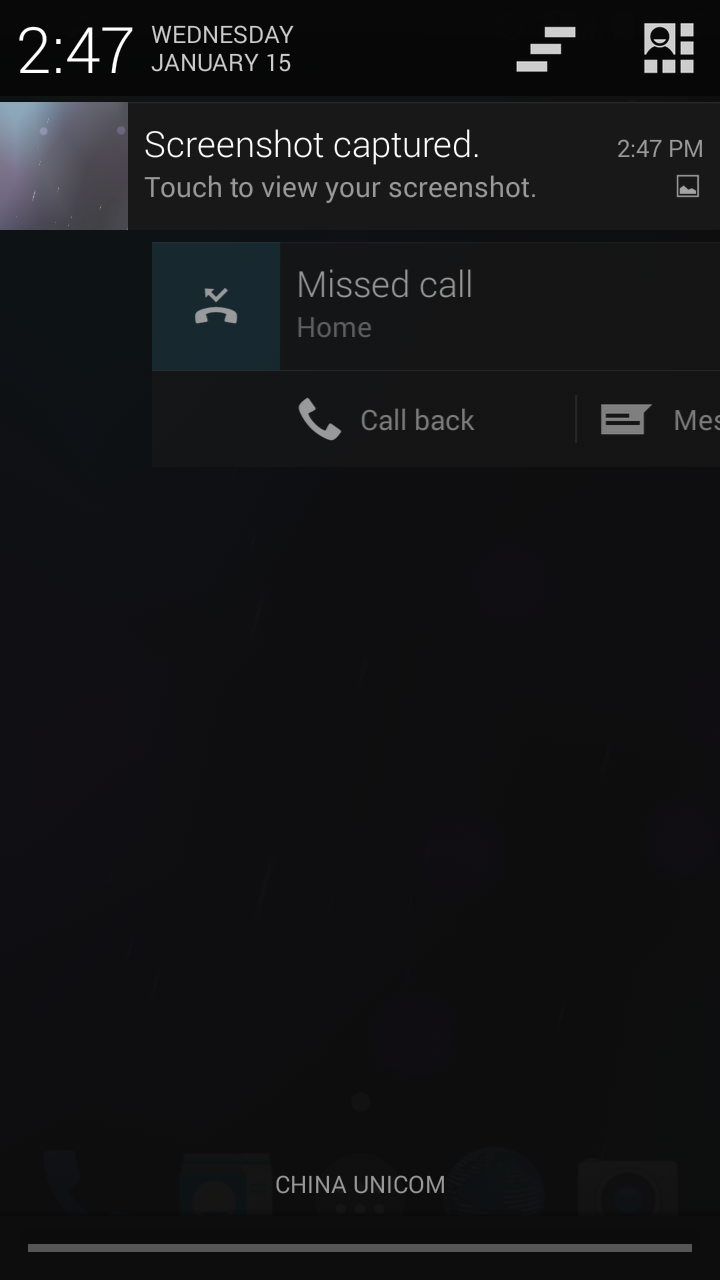
L'àrea de notificació, mostrant notificacions expandibles i el botó "Configuració ràpida".

Visualment, la interfície de Jelly Bean reflecteix un refinament de l'aparença de "Holo" presentat per Android 4.0. La pantalla d'inici predeterminada de Jelly Bean ha rebut noves funcions, com ara la possibilitat d'altres dreceres i ginys en una pàgina de la pantalla d'inici per reordenar-se i adaptar-se a un element que es mou o canvia de mida. També es va millorar el sistema de notificacions amb l'addició de notificacions "extensibles" i "recorregables"; les notificacions individuals ara poden mostrar contingut o botons d'acció addicionals (com ara "Torneu a trucar" o "Missatge" en una trucada perduda), accessible arrossegant la notificació amb un gest de dos dits. Les notificacions també es poden deshabilitar individualment per aplicació.
Android 4.2 ha afegit funcions addicionals a la interfície d'usuari; la pantalla de bloqueig es pot desplaçar cap a l'esquerra per mostrar pàgines de ginys i desplaçar-vos cap a la dreta per anar a la càmera. Un panell de "Configuracions ràpides" (una característica que sovint es veu a les pantalles OEM de Android) també s'ha afegit a l'àrea de notificacions accessible per desplaçar-se cap avall amb dos dits als telèfons, desplaçant-se des de la vora superior dreta de la pantalla a les tauletes o prement un botó a l'extrem superior dret del tauler de notificacions. L'aplicació "Navegador" anterior va quedar desaconsellada oficialment en 4.2 a favor de Google Chrome per a Android. 4.2 també afegeix gestos d'escriptura al teclat, una aplicació de rellotge redissenyada i una nou sistema d'estalvi de pantalla conegut com a "Daydreams". A les tauletes, Android 4.2 també és compatible amb diversos usuaris.
Per promocionar la coherència entre classes de dispositius, les tauletes d'Android utilitzen ara una versió ampliada del disseny de la interfície i la pantalla d'inici usades pels telèfons de manera predeterminada, amb tecles de navegació centrades i una barra d'estat a la part superior. Aquests canvis van tenir efecte per a tauletes petites (com ara el Nexus 7) a 4.1 i per a tauletes més grans a 4.2. Les tauletes petites a Android estan optimitzades principalment per utilitzar-les en una orientació "vertical" (vertical), donant a les aplicacions versions ampliades dels dissenys que utilitzen els telèfons. Quan s'utilitza en una orientació "horitzontal" (paisatge), les aplicacions s'ajusten als dissenys orientats a pantalla panoràmica que es veuen en tauletes més grans. A les tauletes grans, els botons de navegació es col·locaven anteriorment a la part inferior esquerra d'una barra al llarg de la part inferior de la pantalla, amb el rellotge i l'àrea de notificació a la part inferior dreta.

### Plataforma
Pel que fa als desenvolupadors, 4.1 també va afegir noves API d'accessibilitat, un suport de llengua ampliat amb suport de text bidireccional i mapes de teclat proporcionats per l'usuari, suport per administrar dispositius d'entrada externs (com ara Controlador de videojocs), suport per a multicanal, USB i àudio gapless, una nova API d'enrutament de mitjans de comunicació, accés de baix nivell als còdecs d'àudio i vídeo de maquinari i programari, i detecció de serveis basats en DNS i descobriment de serveis pre-associats per Wi-Fi. Android Beam ara també es pot utilitzar per iniciar Bluetooth transferències de fitxers a través de comunicació de camp proper.
Android 4.2 ha afegit una reescriptura de la pila de Bluetooth, canviant de l'anterior pila Bluez (GPL originat per Qualcomm) a una reescriptura de Broadcom s'ha anomenat pila de codi obert BlueDroid. La nova pila, inicialment considerada com "immadura", va prometre diversos avantatges de futur, incloent suport millorat per a múltiples pantalles, suport per a Miracast, suport natiu d'escriptura de dreta a esquerra, eines de desenvolupament actualitzades, millores d'accessibilitat addicionals, com ara gestos de zoom, i una sèrie de millores de seguretat internes com amb suport a VPN i la verificació de l'aplicació. Una nova pila de NFC es va afegir al mateix temps.
Android 4.3 consistia en nous canvis de baix nivell, incloent-hi suport per a Bluetooth LE i AVRCP, SELinux, OpenGL ES 3.0, noves APIs de Gestió de drets digitals (DRM), la capacitat de les aplicacions per llegir notificacions, un codificador VP8, i altres millores.
Android 4.3 també va incloure una característica de privadesa oculta coneguda com a "Opcions d'aplicació", que permetia als usuaris negar individualment els permisos a les aplicacions. Tanmateix, la característica es va eliminar posteriorment a Android 4.4.2; un portaveu de Google va declarar que la característica era experimental i que podia evitar que determinades aplicacions funcionessin correctament si s'utilitzessin de certes maneres.